# Агатон (син на Тирима)
Вижте пояснителната страница за други личности с името Агатон.
Агатон (на старогръцки: Ἀγάθων, Agathon, † 324 пр. Хр. в Кармана в Иран), син на Тирима, e македонски офицер на Александър Велики през IV век пр. Хр.
По времето на похода на Александър в Азия той е командир на одриската конница от Тракия и участва в битките при Граник през 334 пр. Хр. и в Гавгамела 331 пр. Хр. През 330 пр. Хр. той и войската му е причислен към Парменион в Екбатана. Заедно с офицерите Клеандър, Ситалк и Херакон той убива същата година Парменион по нареждане на Александър. Четиримата офицери водят следващите години ужасяващо управление в Екбатана, и забогатяват. Когато Александър неочаквано се връща от Индия през 324 пр. Хр. и те са извикани в Кармана, където са осъдени от войската за престъпленията им и екзекутирани.